# Cantón de Taninges
El cantón de Taninges era una división administrativa francesa que estaba situada en el departamento de Alta Saboya y la región de Ródano-Alpes.

## Composición
El cantón estaba formado por cinco comunas:
- La Côte-d'Arbroz
- Les Gets
- Mieussy
- Taninges
- La Rivière-Enverse

## Supresión del cantón de Taninges
En aplicación del Decreto nº 2014-153 de 13 de febrero de 2014, el cantón de Taninges fue suprimido el 22 de marzo de 2015 y sus 5 comunas pasaron a formar parte del nuevo cantón de Cluses.